# Raja binoculata
Raja binoculata е вид хрущялна риба от семейство Морски лисици (Rajidae). Видът е почти застрашен от изчезване.

## Разпространение
Разпространен е в Канада и САЩ (Вашингтон, Калифорния и Орегон).